# Kanton Larche
Kanton Larche (francouzsky Canton de Larche) je francouzský kanton v departementu Corrèze v regionu Limousin. Tvoří ho osm obcí.

## Obce kantonu
- Chartrier-Ferrière
- Chasteaux
- Cublac
- Larche
- Lissac-sur-Couze
- Mansac
- Saint-Cernin-de-Larche
- Saint-Pantaléon-de-Larche